# Абдуллаев, Заур Магомедалиевич
Заур Магомедалиевич Абдуллаев (род. 23 марта 1994, Дыдымкин, Ставропольский край, Россия) — российский боксёр-профессионал из Дагестана, выступающий в лёгкой и в первой полусредней весовых категориях. Мастер спорта России в любителях. Среди профессионалов действующий чемпион по версии WBC Silver (2021—2022), бывший претендент на титул временного чемпиона мира по версии WBC (2019), чемпион по версии WBC Silver (2018—2019), чемпион мира среди молодёжи по версии WBO Youth (2018—2019) в лёгком весе.
Лучшая позиция по рейтингу BoxRec — 6-я (ноябрь 2024) и является 1-м среди российских боксёров в лёгкой весовой категории, а по рейтингам основных международных боксёрских организаций занимает 5-ю строку рейтинга WBC, 6-ю строку рейтинга WBA, и 2-ю строку рейтинга IBF, 4-ю строчку рейтинга WBO — уверенно входя в ТОП-10 лучших лёгковесов всего мира.

## Биография
Родился 23 марта 1994 года на хуторе Дыдымкин в Ставропольском крае, в России. Возрастал и начал заниматься спортом в селе Сергокала и в Махачкале, в Дагестане.
В 2017 году подписал контракт с промоутерской компанией RCC Boxing Promotions, которой руководит Герман Титов. После чего стал проживать в Екатеринбурге и тренироваться под руководством российских специалистов — Николая Попова и Андрея Напольских.

## Любительская карьера
Он начал свой путь в спорте с занятий вольной борьбой. Его старший брат занимался боксом и Абдуллаев вскоре последовал его примеру. Выступая на любительском ринге Заур достиг звания Мастера спорта России по боксу.

## Профессиональная карьера
4 марта 2017 года дебютировал на профессиональном ринге одержав победу техническим нокаутом в 1-м же раунде над боксёром из Кыргызстана Сардорбеком Камиловым (дебют).
10 февраля 2018 года, в 8-м своём профессиональном бою, в Екатеринбурге (Россия) победил техническим нокаутом в 7-м раунде филиппинца Арди Бойосе (18-1-2). В 7-м раунде Абдуллаев дважды отправил соперника в нокдаун, и судья остановил бой, а Абдуллаев завоевал вакантный титул чемпиона мира среди молодёжи по версии WBO Youth в лёгком весе.
22 апреля 2018 года единогласным решением судей (счёт: 115—113, 117—111, 117—111) победил колумбийца Дейнера Беррио (20-1-1), и завоевал вакантный титул чемпиона по версии WBC Silver в лёгком весе.
7 сентября 2018 года в Челябинске (Россия) единогласным решением судей (счёт: 118—110, 117—112, 115—113) победил опытного американца Генри Ланди (29-6-1), и защитил титул чемпиона по версии WBC Silver (1-я защита Абдуллаева) в лёгком весе.
22 февраля 2019 года в Екатеринбурге (Россия) досрочно техническим нокаутом в 10-м раунде победил опытного колумбийца Умберто Мартинеса (33-8-2).
13 сентября 2019 года в Мэдисон-сквер-гарден, в Нью-Йорке (США), в бою за титул временного чемпиона мира по версии WBC в лёгком весе, досрочно проиграл небитому американцу Девину Хейни (22-0), путём отказ от продолжения боя после 4-го раунда. В перерыве перед 5-м раундом катмен российской команды предварительно диагностировал перелом скулы, и поединок был остановлен.
11 сентября 2021 года в Екатеринбурге (Россия) единогласным решением судей (счёт: 119—109, 118—110, 117—111) победил экс-чемпиона мира черногорца Деяна Златичанина (24-2), и вновь завоевал вакантный титул чемпиона по версии WBC Silver в лёгком весе.

#### Отборочный бой с Хуаном Карраско
Изначально бой планировалось провести 6 сентября 2024 года на турнир под эгидой RCC Boxing Promotions в Челябинске, однако был перенесен, поскольку аргентинец не смог вылететь в Российскую Федерацию. IBF санкционировала поединок с аргентинцем Хуаном Хавьером Карраско как отборочный за 2-ю строчку рейтинга федерации (Абдулаев занимал 5-е место, Каррааско 12-е). Поединок состоялся 19 октября на арене «Аконкагуа» в аргентинском городе Мендоса. Первые два раунда прошли с преимуществом местного боксера. Он действовал агрессивней, шел вперёд, выбрасывал больше ударов и ощутимо попадал разбив нос Абдуллаеву. С третьего раунда российский боксер стал работать жестче и точнее. К 5-6 раунду у Карраско образовалась гематома под левым глазом, результат точной работы справа от Заура. Последующие раунды прошли с ощутимым преимуществом Абдуллаева, что привело к остановке угла аргентинца в 12 раунде ввиду боязни за его закрывшийся глаз. Занял 2-е место в обновленном рейтинге IBF.

#### Бой с Рэймондом Муратальей
10 мая 2025 года в Сан-Диего, (США) прошел вечер бокса от Top Rank Боба Арума в со-главном поединке вечера между №2 и №4 бойцами рейтинга определился временный чемпион IBF в лёгком весе. Первая половина боя прошла с преимуществом американца кроме 1-го и 5-го раундов. У него было солидное преимущество по силовым и общему тоннажу ударов. После 6-ти раундов боя статистика показывала превосходство Муратальи по выброшенным и по донесённым. По ударам в корпус Абдулаев был впереди. Вторая половина боя так же была за Муратальей, кроме 7-го раунда в котором Заур был точней. Чемпионские отрезки остались за американским фаворитом, кроме 12-го. Статистика боя: 140-87 в пользу Мурательи по донесённым, 31-36 в пользу Абдулаева по ударам в корпус. Счёт судей: дважды 119—109 и 118-110 Мураталье ставший временным чемпионом IBF.

## Статистика профессиональных боёв
В таблице перечислены результаты всех поединков боксёров.
В каждой строке указан результат поединка. Дополнительно номер поединка обозначен цветом, который обозначает итог поединка. Расшифровка обозначений и цветов представлена в нижеследующей таблице.
| Пример | Расшифровка                     |
| ------ | ------------------------------- |
|        | Победа                          |
|        | Ничья                           |
|        | Поражение                       |
|        | Планируемый поединок            |
|        | Поединок признан несостоявшимся |
| КО     | Нокаут                          |
| ТКО    | Технический нокаут              |
| PTS    | Решение судей (по очкам)        |
| UD     | Единогласное решение судей      |
| MD     | Решение большинства судей       |
| SD     | Раздельное решение судей        |
| RTD    | Отказ от продолжения боя        |
| DQ     | Дисквалификация                 |
| NC     | Поединок признан несостоявшимся |

| 22 боя, 20 побед (12 нокаутом), 2 поражения. | 22 боя, 20 побед (12 нокаутом), 2 поражения. | 22 боя, 20 побед (12 нокаутом), 2 поражения. | 22 боя, 20 побед (12 нокаутом), 2 поражения. | 22 боя, 20 побед (12 нокаутом), 2 поражения.                   | 22 боя, 20 побед (12 нокаутом), 2 поражения. | 22 боя, 20 побед (12 нокаутом), 2 поражения.                                                                        |
| Бой                                          | Рекорд                                       | Дата боя                                     | Соперник                                     | Место проведения боя                                           | Результат                                    | Дополнительно |
| -------------------------------------------- | -------------------------------------------- | -------------------------------------------- | -------------------------------------------- | -------------------------------------------------------------- | -------------------------------------------- | --- |
| 19                                           | 18-1                                         | 8 сентября 2023                              | Роман Андреев (25-0)                         | ДС «Трактор», Челябинск, Челябинская область, Россия           | (10)                                         | |
| 18                                           | 17-1                                         | 7 марта 2023                                 | Рикардо Нуньес (23-4)                        | ДИВС, Екатеринбург, Россия                                     | UD 10 (10)                                   | Счёт: 99-90, 98-91 (дважды).                                                                                        |
| 17                                           | 16-1                                         | 11 сентября 2022                             | Джованни Страффон (24-4-1)                   | ДС «Трактор», Челябинск, Челябинская область, Россия           | RTD 5 (10), 3:00                             | Счёт на момент остановки: 50-45 (трижды).                                                                           |
| 16                                           | 15-1                                         | 19 февраля 2022                              | Хорхе Линарес (47-6)                         | RCC Boxing Academy, Екатеринбург, Свердловская область, Россия | TKO 12 (12), 2:28                            | Защитил титул чемпиона по версии WBC Silver (1-я защита Абдуллаева) в лёгком весе.                                  |
| 15                                           | 14-1                                         | 11 сентября 2021                             | Деян Златичанин (24-2)                       | Академия бокса RCC, Екатеринбург, Россия                       | UD 12                                        | Счёт: 119-109, 118-110, 117-111. Завоевал вакантный титул чемпиона по версии WBC Silver в лёгком весе.              |
| 14                                           | 13-1                                         | 27 марта 2021                                | Жора Амазарян (10-2-2)                       | Академия бокса RCC, Екатеринбург, Россия                       | UD 10                                        | Счёт: 96-91, 95-92, 94-93.                                                                                          |
| 13                                           | 12-1                                         | 22 августа 2020                              | Павел Маликов (16-1-1)                       | Академия бокса RCC, Екатеринбург, Россия                       | KO 7 (10), 1:24                              | |
| 12                                           | 11-1                                         | 13 сентября 2019                             | Девин Хейни (22-0)                           | Мэдисон-сквер-гарден, Манхэттен, Нью-Йорк, США                 | RTD 4 (12), 3:00                             | Счёт на момент остановки: 36-40 (трижды). Бой за титул временного чемпиона мира по версии WBC в лёгком весе.        |
| 11                                           | 11-0                                         | 22 февраля 2019                              | Умберто Мартинес (33-8-2)                    | КРК «Уралец», Екатеринбург, Россия                             | TKO 10 (10), 2:31                            | |
| 10                                           | 10-0                                         | 7 сентября 2018                              | Генри Ланди (29-6-1)                         | ДС «Трактор», Челябинск, Россия                                | UD 12                                        | Счёт: 118-110, 117-112, 115-113. Защитил титул чемпиона по версии WBC Silver (1-я защита Абдуллаева) в лёгком весе. |
| 9                                            | 9-0                                          | 22 апреля 2018                               | Дейнер Беррио (20-1-1)                       | ДИВС, Екатеринбург, Россия                                     | UD 12                                        | Счёт: 115-113, 117-111 (дважды). Завоевал вакантный титул чемпиона по версии WBC Silver в лёгком весе.              |
| 8                                            | 8-0                                          | 10 февраля 2018                              | Арди Бойосе (18-1-2)                         | ДИВС, Екатеринбург, Россия                                     | TKO 7 (10), 2:20                             | Завоевал вакантный титул чемпиона мира среди молодёжи по версии WBO Youth в лёгком весе.                            |
| 7                                            | 7-0                                          | 15 декабря 2017                              | Роберто Гонсалес (27-3)                      | ДИВС, Екатеринбург, Россия                                     | TKO 7 (8), 2:51                              | |
| Бой                                          | Рекорд                                       | Дата боя                                     | Соперник                                     | Место проведения боя                                           | Результат                                    | Дополнительно |

## Особенности стиля
Абдуллаев достаточно высокий боец для лёгкого дивизиона (175 см). В бою его отличает дисциплина — он всегда собран и перекрыт, а его подбородок опущен. Этим самым он страхует себя на случай неожиданного удара. Благодаря длинным рукам, Заур предпочитает вести бой на дальней дистанции. Много работает джебом — передней левой рукой и имеет отлично «поставленный» прямой удар справа. Также великолепно развивает атаку через защитное действие (уклон или нырок). Своей манерой ведения боя, телосложением, и тактикой, Абдуллаев напоминает четырёхкратного чемпиона мира, мексиканца — Лео Санта Круса.